# Лонг-блек

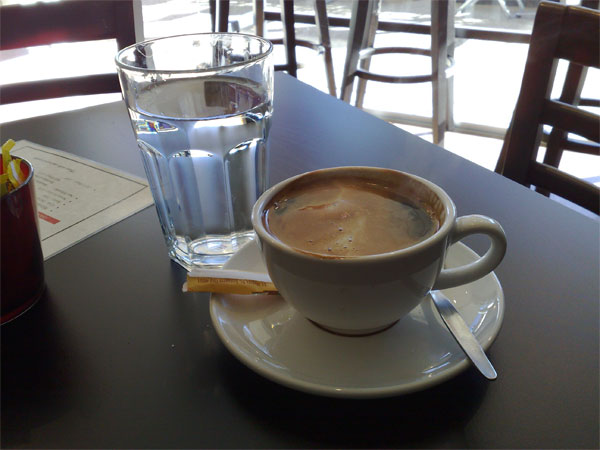
Лонг-блек, приготований в одній з кав'ярень Брисбена

Лонг-блек (англ. long black) — кавовий напій на основі подвійного еспресо, поширений в Австралії і Новій Зеландії.

## Приготування
Лонг-блек готують шляхом додавання подвійного еспресо до гарячої води. Відмінність від американо полягає саме в послідовності: американо готується шляхом додавання води до еспресо.